# Randall & Hopkirk – Detektei mit Geist
Randall & Hopkirk – Detektei mit Geist (Originaltitel Randall & Hopkirk (Deceased)) ist eine britische Krimiserie, die zwischen 1969 und 1970 entstand.

## Handlung
Jeff Randall und Marty Hopkirk betreiben eine kleine Privatdetektei, in der sie es üblicherweise nur mit kleineren Delikten zu tun haben. In der Pilotfolge wird Marty Hopkirk während seiner Ermittlungen ermordet. Er kehrt daraufhin als Geist zurück, den nur sein Partner Jeff sehen kann. Gemeinsam können sie zwar den Mord an Marty aufklären, allerdings kann dieser nicht mehr rechtzeitig ins Jenseits zurückkehren und wird dazu verdammt, weitere 100 Jahre als Geist auf der Erde zu bleiben.
Nach dem ersten Schock eröffnet sich beiden das Potential von Martys Unsichtbarkeit für ihre Detektei. Zudem arbeitet Martys Witwe Jeannie dort als Sekretärin, was ein weiterer Grund für diesen ist, dort auch als Geist weiter tätig zu sein. Marty ist als Geist unsichtbar, nur Jeff kann ihn sehen. Seine Kräfte sind zunächst beschränkt, so kann er keine Gegenstände manipulieren. Gelegentlich gelingt es ihm über Hypnose, die Kontrolle über Personen zu übernehmen, um so direkt Einfluss nehmen zu können. In späteren Episoden erscheinen neben Marty auch andere Geister, zudem lernt er es, Gegenstände zu bewegen und durch die Zeit zu reisen.

## Neuauflage
Im Jahr 2000 wurde die Serie von der BBC mit den Komikern Vic Reeves und Bob Mortimer sowie Emilia Fox neu aufgelegt. Es entstanden 13 Episoden in zwei Staffeln.
2010 erwarb Syfy die Rechte an der Serie. Er wurde eine weitere Neuauflage angekündigt, bei dieser Ankündigung blieb es jedoch.

## Hintergrund
Die Titelmusik wurde von Edwin Astley geschrieben, der auch das Thema zu Der Baron, Geheimauftrag für John Drake, Simon Templar und Department S komponiert hatte. Für die Ausstrahlung in den Vereinigten Staaten wurde ein anderer Vorspann gedreht, welcher die Ereignisse aus der Pilotfolge zusammenfasst und somit dem Zuschauer alle nötigen Informationen über den Hintergrund der Serie liefert. Zudem wurde der Serientitel zu „My Partner the Ghost“ geändert.
2002 erschien die Serie in Großbritannien erstmals auf DVD. 2005 erfolgte die Veröffentlichung in Australien.